# Guacamaya superba
Guacamaya superba là một loài thực vật có hoa trong họ Rapateaceae. Loài này được Maguire mô tả khoa học đầu tiên năm 1958.